# Lea Davison
Lea Davison (Siracusa, 19 de mayo de 1983) es una deportista estadounidense que compite en ciclismo de montaña en la disciplina de campo a través. Ganó dos medallas en el Campeonato Mundial de Ciclismo de Montaña, plata en 2016 y bronce en 2014.

## Palmarés internacional
| Campeonato Mundial | Campeonato Mundial            | Campeonato Mundial | Campeonato Mundial |
| Año                | Lugar                         | Medalla            | Competición        |
| ------------------ | ----------------------------- | ------------------ | ------------------ |
| 2014               | Hafjell/Lillehammer (Noruega) | Medalla de bronce  | Campo a través     |
| 2016               | Nové Město (República Checa)  | Medalla de plata   | Campo a través     |